# 罗库尔圣马丁
罗库尔圣马丹（法語：Rocourt-Saint-Martin，法語發音：[ʁɔkuʁ sɛ̃ maʁtɛ̃]）是法国埃纳省的一个市镇，位于该省南部，属于蒂耶里堡区。

## 地理
罗库尔圣马丹（49°9'7"N, 3°23'14"E）面积5.76 平方千米，位于法国上法蘭西大區埃纳省，该省份为法国北部内陆省份，北起北部省，西接索姆省和瓦兹省，东临阿登省和马恩省，西南至塞纳-马恩省，东北部与比利时接壤。
与罗库尔圣马丹接壤的市镇（或旧市镇、城区）包括：乌尔克河畔阿尔芒蒂耶尔、贝聚圣日耳曼、布雷西、乌尔克河畔拉克鲁瓦、格里索勒。
罗库尔圣马丹的时区为UTC+01:00、UTC+02:00（夏令时）。

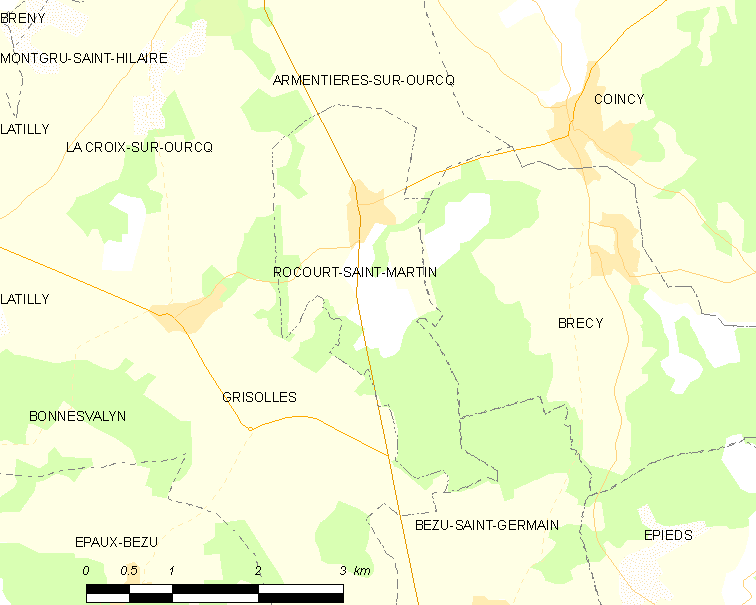
罗库尔圣马丹的OSM定位图

## 行政
罗库尔圣马丹的邮政编码为02210，INSEE市镇编码为02649。

## 政治
罗库尔圣马丹所属的省级选区为蒂耶里堡县。

## 人口

1962-2008年间罗库尔圣马丹人口变化图示

罗库尔圣马丹于2022年1月1日时的人口数量为305人。